# Isoperla marmorata
Isoperla marmorata är en bäcksländeart som först beskrevs av James George Needham och Peter Walter Claassen 1925.  Isoperla marmorata ingår i släktet Isoperla och familjen rovbäcksländor. Inga underarter finns listade i Catalogue of Life.